# Língua cumana
Cumano (também chamado de quipechaca, kipchak, qypchaq, kuman ou polovtsian) era uma língua quipechaca das línguas turcomanas falada pelos cumanos (Polovtsy, Folban, Vallany, Kun) e quipechacos; A língua era similar ao atual tártara da Crimeia. A língua cumana-quipechaca foi documentada em textos medievais, como o Códice Cumânico (Codex Cumanicus), e foi língua literária da Europa Central e Oriental com rica literatura. Veio a se tornar língua franca dos territórios sob o domínio do Canato da Horda Dourada, ao lado do mongol.

## História
Os cumano-quipechacos foram um povo nômade que viveu nas estepes da Europa Oriental, ao norte do mar Negro antes da era do Canato da Horda Dourada. Muitos povos turcos, incluindo os tártaros da Crimeia, carachais, cumiques, caraítas da Crimeia, crimchaques e bálcaros são descendentes dos cumanos. Hoje, os falantes destas diversas línguas pertencentes ao ramo Kipchak falam variações intimamente relacionadas com a língua cumana. Falantes de línguas turcomanas da Turquia podem ler e entender antigos textos cumanos.
A língua cumana teria sido extinta no início do século XVII na região da Cumânia, no Reino da Hungria, o que era seu último baluarte. Existe a tradição de que o ultimo falante de cumano foi um certo István Varró que vivia em Karcag (Hungria) e morreu em 1770.
Uma preponderância da população cumana da Crimeia adquiriu o nome de "tártaros", abraçou o islã e manteve a língua turca cumana-quipechaca, se tornando o povo tártaro da Crimeia. A língua cumana é considerada o ancestral direto da língua atual dos tártaros da Crimeia, com possíveis incorporações de outras línguas, como o godo da Crimeia.
Os cumano-quipechacos tiveram importante papel na história da Anatólia, Cazaquistão, Ucrânia, Rússia, Geórgia, Hungria, Romênia, Moldávia, Bessarábia e Bulgária..

## Amostra de texto

### Pai Nosso
- Em cumano túrquico:

"Atamız kim köktesiñ. Alğışlı bolsun seniñ atıñ, kelsin seniñ xanlığıñ, bolsun seniñ tilemekiñ – neçikkim kökte, alay [da] yerde. Kündeki ötmegimizni bizge bugün bergil. Dağı yazuqlarımıznı bizge boşatqıl – neçik biz boşatırbiz bizge yaman etkenlerge. Dağı yekniñ sınamaqına bizni quurmağıl. Basa barça yamandan bizni qutxarğıl. Amen!"
- Em língua turca moderna:

"Atamız sen göktesin. Alkışlı olsun senin adın, gelsin senin hanlığın, olsun senin dilemeğin– nasıl ki gökte, ve yerde. Gündelik ekmeğimizi bize bugün ver. Ve de yazıklarımızdan (suçlarımızdan) bizi bağışla– nasıl biz bağışlarız bize yaman (kötülük) edenleri. Ve de şeytanın sınamasından bizi koru. Tüm yamandan (kötülükten) bizi kurtar. Amin!"